# Črmošnjice pri Stopičah

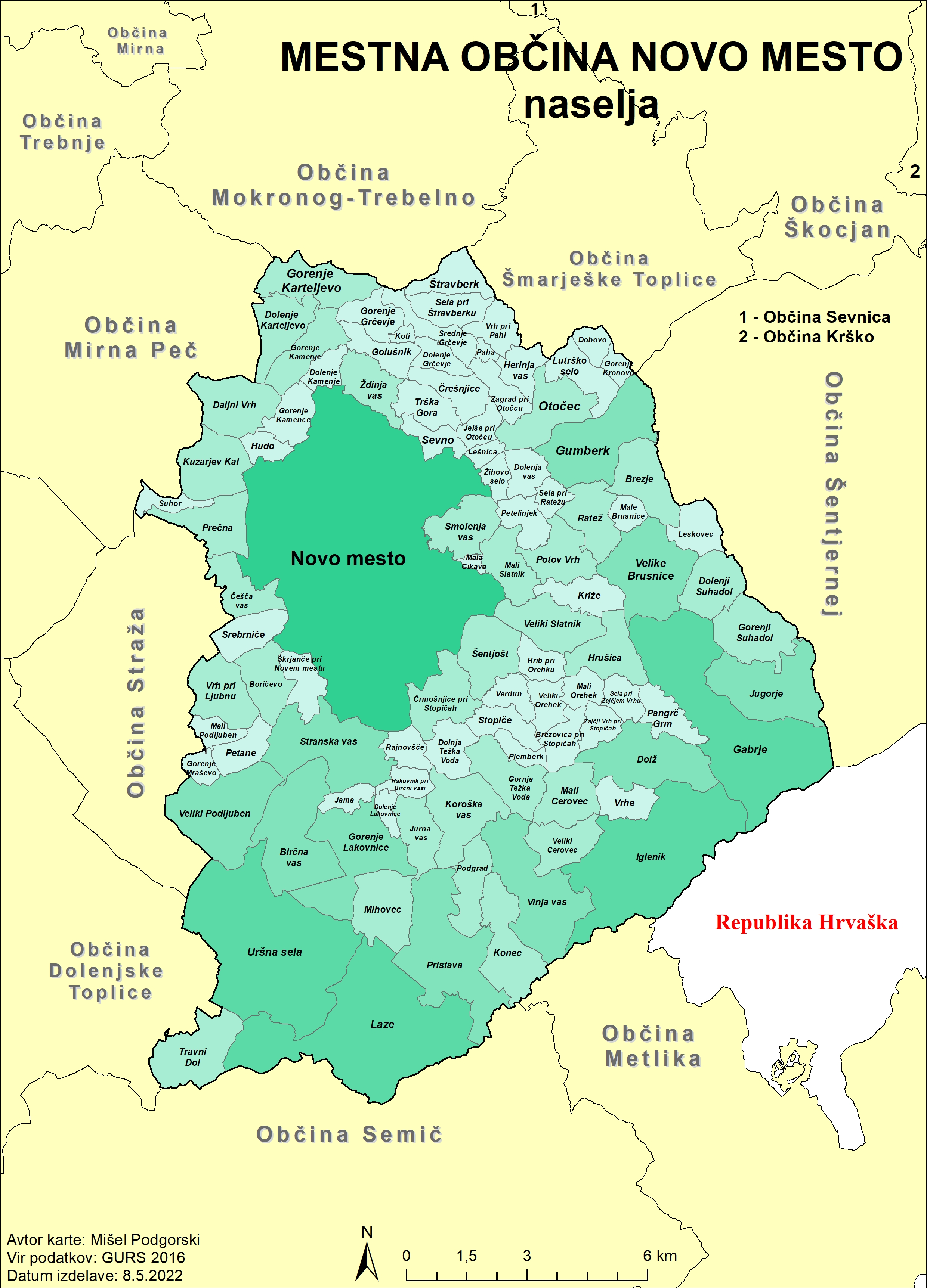
Ortschaften der Stadtgemeinde Novo mesto

Črmošnjice pri Stopičah (deutsch Tschermoschnitz) ist eine Ortschaft in der slowenischen Stadtgemeinde Novo mesto im Osten des Landes am Fuß des Žumberak-Gebirges.
Der Weiler gehört zur Ortsgemeinschaft Stopiče.